# 唐川満知子
唐川 満知子（からかわ まちこ、5月4日 - ）は、ラジオパーソナリティ、フリーアナウンサー。

## 人物・概要
兵庫県神戸市出身。神戸松蔭女子学院大学卒業。大阪テレビタレントビューロー（TTB）所属。
「おはようパーソナリティ道上洋三です」に出演当時の1984年3月10日に発売したメインパーソナリティの道上洋三とのデュエット曲「さそわれて大阪」が4万枚を売り上げ、全日本有線放送大賞新人賞を受賞した。
趣味は旅行、ピアノ演奏など。

## 過去の出演番組
- 全力投球!!妹尾和夫です（ABCラジオ、2003.10.3-、金曜日中継リポーター）
- おはようパーソナリティ道上洋三です（ABCラジオ、1979.10-1985.3、3代目アシスタント）
- はい!可朝ですABC（ABCラジオ）
- もうすぐ夜明けABC（ABCラジオ）[1]
- おしゃべり横丁ABC（ABCラジオ、1975.3.31-1979.3）